# Joan Martos Nomen
Joan Martos Nomen   (Sant Adrià de Besòs, 15 de juny de 1939) va ser un jugador de bàsquet català de la dècada de 1960.
Es formà a la Unió Esportiva Montgat fins a arribar al primer equip, amb el qual aconseguí ascendir a primera divisió la temporada 1959-60. El 1960 fitxà pel Picadero JC, on jugà durant cinc temporades. Amb el Picadero guanyà la Copa de 1964. Després d'una temporada al Club Bàsquet L'Hospitalet ingressà al FC Barcelona, on jugà dues temporades, però diverses lesions al genoll acabaren propiciant la seva prematura retirada amb només 28 anys. Posteriorment retornà al bàsquet jugant al Club Bàsquet Boscos de Ciutadella.
Disputà 28 partits amb la selecció espanyola de bàsquet, amb la qual disputà els Jocs Olímpics de 1960 i l'EuroBasket de 1961.